# 카를 루트비히 헨케

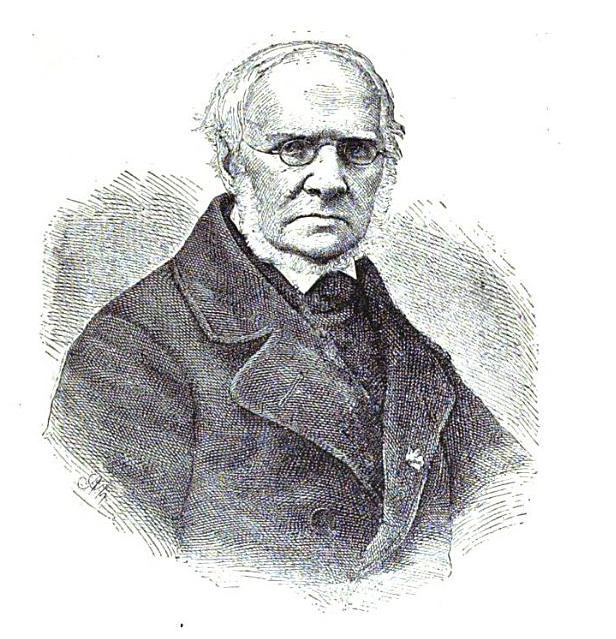

카를 루트비히 헨케(Karl Ludwig Hencke, 1793년 4월 8일 – 1866년 9월 21일)는 독일의 아마추어 천문학자이자 소행성체의 발견자였다. 때때로 독일의 또 다른 천문학자인 요한 프란츠 엔케(Johann Franz Encke)와 혼동되기도 한다.

## 생애
헨케는 브란덴부르크의 드리젠(현 폴란드 드레즈덴코)에서 태어났다. 프로이센을 위한 해방 전쟁(Befreiungskriege)에 자원했지만 뤼첸에서 부상을 입었다. 그 후 그는 여러 곳에서 우체국 직원을 역임했으며 마침내 우체국장으로 임명되었다. 45세에 건강상의 이유로 은퇴한 후 그는 자신이 태어난 도시에 살면서 시 법원 판사로 재직했다.
망원경을 통해 본 하늘과 별 지도를 비교하여 드리젠의 #9 키에츠(현재 #43, Kietzerstraße)에 있는 개인 천문대에서 두 개의 소행성을 발견했다. 첫 번째 소행성인 5 아스트레아(5 Astraea)는 1807년에 이미 발견된 원래의 4개 소행성 중 마지막 소행성인 4 베스타(4 Vesta) 이후 오랜 간격을 두고 발견된 최초의 소행성이었다. 다른 천문학자들은 더 많은 소행성에 대한 탐색을 포기하고 4개 소행성만 있다고 확신했다. 그러나 헨케는 1830년에 탐색을 시작했고 15년 후에 성공을 거두었다. 2년 후 그는 두 번째 소행성 6헤베를 발견했다. 그는 또한 별지도 개선에도 힘썼다.
73세의 나이로 당시 마리엔베르더(Marienwerder)라고 불리던 프로이센의 일부였던 폴란드 북부 도시 크비진(Kwidzyn)에서 사망했다. 1973년 스위스 천문학자 폴 와일드가 발견한 유노미아 계열의 주 벨트 소행성인 소행성 2005 헨케는 그를 기념하여 명명되었다(M.P.C. 4238).

### 소행성 발견
- 5 아스트라이아 - 1845년 12월 8일
- 6 헤베 - 1847년 7월 1일